# 黑田鬘螺
黑田鬘螺（学名：Phalium kurodai）为唐冠螺科鬘螺屬下的一个种。

## 扩展阅读
- 維基物種上的相關：黑田鬘螺